# Antibioză
Antibioza reprezintă inhibarea reproducerii unui microorganism prin asocierea unui germen antagonist, dar poate fi definită și ca interacțiunea dintre cele două organisme. Exemple de antibioză includ: relația dintre antibiotice și bacterii și relația dintre un animal și un agent patogen.
Studiul acestor relații antagoniste a dus la dezvoltarea antibioticelor și la extinderea cunoștințelor din microbiologie. De exemplu, sinteza peretelui celular a fost mai bine înțeleasă datorită studierii mecanismului de acțiunea al antibioticelor beta-lactamice și a interacției acestora cu bacteriile.